# Pyrrholaemus
Genre
Synonymes
- Pyrrholaimus Reichenbach, 1850[2]

Pyrrholaemus est un genre de passereaux appartenant à la famille des Acanthizidae.

## Liste des espèces
Selon le Congrès ornithologique international (version 10.1), il comporte deux espèces :
- Séricorne rougegorge Pyrrholaemus brunneus Gould, 1841 ou « Fauvette épinée »
- Séricorne fléché Pyrrholaemus sagittatus (Latham, 1801) ou « Fauvette terrestre »